# Peek
PEEK es una instrucción, que usaba el lenguaje BASIC de los antiguos ordenadores de 8 bits, como el Sinclair BASIC del ZX Spectrum y el Commodore BASIC.
Dicha instrucción se encargaba de recuperar un valor en una determinada dirección (posición) de memoria. También se encuentra la contrapuesta POKE, cuyo objetivo era escribir o grabar un valor en una determinada dirección de memoria. Las instrucciones PEEK y POKE fueron implementadas por primera vez por Bill Gates y Paul Allen en 1975, en el lenguaje Altair BASIC.
El valor siempre es devuelto, dada la arquitectura del hardware, en una palabra de 8 bits, es decir en 1 byte.

## Ejemplos de PEEK en el ZX Spectrum
- PRINT PEEK 23609

Devolverá el valor 0. En este ejemplo, en la dirección de memoria RAM 23609 (HEX 5C39) se encontraba el valor de la variable usada por la ROM que determinaba la duración del sonido que generaba el ordenador con cada pulsación de tecla. En el caso del ejemplo, el valor 0 (cero) es el predeterminado para el sonido más corto.